# Film u 1880.
◄◄ | ◄ | 1877. | 1878. | 1879. | 1880.  | 1881. | 1882. | 1883. | ► | ►►
Arhitektura • Astronomija • Biologija • Film • Fotografija • Glazba • Kazalište • Kemija • Kiparstvo • Knjige • Književnost • Kršćanstvo • Meteorologija • Medicina • Planinarstvo • Politika • Pravo • Promet • Slikarstvo • Šport • Znanost • Željeznički promet
Film u 1880.

## Svijet

### Rođenja
- 17. siječnja: Mack Sennett, kanadsko-američki filmski glumac, producent i redatelj († 1960.)[1]

## Vanjske poveznice
|  | Zajednički poslužitelj ima još gradiva o temi Filmovi iz 1880. |